# Marko Ožbolt
Marko Ožbolt (Zagreb, 26. srpnja 2001.) je hrvatski glumac.

## Životopis
Rođen je 26. srpnja 2001. u Zagrebu. Sin poznate glumice Sanje Marin i glumca Zlatka Ožbolta. Poznat je po brojnim sinkronizacijama i ulogama od kojih je nedavna glavna uloga u filmu ”Špijunaža i kamuflaža” (2019.) gdje je utjelovio Waltera Becketta (Tom Holland). U 2021. godini pojavljuje se u glavnoj ulozi u Pixarovom filmu "Luka" (2021.).

## Filmografija

### Sinkronizacija
- "Moja katolička obitelj Sv. Terezija Avilska" (2014.)[1]
- "Život buba" (2008.)
- "101 dalmatinac" kao Srećko (2008.)
- "Legenda o Tarzanu" kao mladi Tarzan (2009.)
- "Oblačno s ćuftama 2" kao dječak, Mladi Mate i Bruno (2013.)
- "Bijeg s planeta Zemlje" kao Hiper Supernova (2013.)
- "Čudovišta sa sveučilišta" (2013.)
- "Tarzan" kao mladi Tarzan (2013.)
- "Avanture gospodina Peabodyja i Shermana" (2014.)
- "Asterix: Grad Bogova" kao Apelđus (2014.)
- "Bijeg s planeta zemlje" kao Kip Supernova (2014.)
- "Poštar Pat" kao Julian (2014.)
- "Medvjedić Paddington, 2" kao Jonathan Brown (2014., 2017.)
- "Snoopy i Charlie Brown: Peanuts Film" (2015.)
- "Špijunaža i kamuflaža" kao Walter Beckett (2019.)[2]
- "Princeza Ema" kao David (2019.)
- "Nickelodeon’s Spyders" kao Daniel Fisher (2020., 2021.)
- "Dolittle" kao Tommy Stubbins (2020.)
- "Moja katolička obitelj: Sv. Dominik Savio" (2021.)
- "Space Jam: Nova legenda" kao Darius James (2021.)
- "Luka" kao Alberto Scorfano (2021.)
- "Mali šef: Natrag na posao" kao Danko (2021.)
- "Nesavršeni robot Ron" kao Riki Bilić (2021.)
- "Jahač zmaja" kao Ben (2021.)
- ”Škola čarobnih životinja” kao Jo (2022.)
- "Mali šef: Obiteljski posao" kao Natko (2022.)
- "Medo sa sjevera 3: Kraljevska avantura" kao Karlo (2021.)
- "Medo sa sjevera 4: Obiteljsko putovanje" kao Karlo (2022.)
- "Put oko svijeta u 80 dana" kao Passepartout (2022.)

## Vanjske poveznice
- Profil na IMDB-u